# Републикански път III-822
Републикански път IIІ-822 е третокласен път, част от Републиканската пътна мрежа на България, преминаващ по територията на Софийска област и област София. Дължината му е 39,1 km.
Пътят се отклонява наляво при 78,7 км на Републикански път II-62 и на протежение от 4,6 км съвпада с обходния път на гр. Самоков. Преодолява Шипочански рид (северно разклонение на Рила) и при село Шипочане слиза в дълбоката долина на река Шипочаница. Продължава на север по долината на реката, преминава през село Ново село, навлиза в Област София и достига югоизточния край на язовир Искър. На протежение от около 7-8 км следва брега на язовира, заобикаляйки от северозапад Септемврийски рид, след което завива на изток, преодолява нисък вододел и отново се завръща в Софийска област. Северно от село Полянци навлиза в Ихтиманската котловина, минава през село Живково и в центъра на град Ихтиман завива на север. В северната част на града се свързва с Републикански път I-8 при неговия 125,3 км.
По протежението на пътя наляво и надясно от него се отделят два третокласни пътя от Републиканската пътна мрежа с четирицифрени номера:
- в първите 4,6 км се дублира с обходния път на гр. Самоков, който заобикаля града от север;
- при 16 км, северно от село Ново село — надясно Републикански път III-8222 (21,8 km) през село Пчелин до град Костенец при 1 км на Републикански път II-82;
- при 33,1 км, в село Живково — наляво Републикански път III-8223 (7,4 km) през село Веринско до 119,2 км на Републикански път I-8.

| Пътища, отклоняващи се надясно (населено място, № на пътя, посока на пътя) | km   | Пътища, отклоняващи се наляво (посока на пътя, № на пътя, населено място) |
| -------------------------------------------------------------------------- | ---- | ------------------------------------------------------------------------- |
| Община Самоков, Софийска област, 78,7 km на II-62 ←                        | 0,0  | ← Община Самоков, Софийска област, 78,7 km на II-62                       |
| (от гр. Костенец) 39,6 km на II-82, гр. Самоков →                          | 2,1  | → 39,6 km на II-82 (за гр. София)                                         |
| общински път, гр. Самоков →                                                | 3,1  | → общински път (за с. Драгушиново)                                        |
| ул. Професор Васил Захариев, гр. Самоков →                                 | 4,5  |                                                                           |
| (за с. Шипочане) общински път ←                                            | 9,5  |                                                                           |
| (за с. Гуцал) общински път ←                                               | 10,4 |                                                                           |
| с. Ново село                                                               | 14,2 | с. Ново село                                                              |
| (до гр. Костенец) III-8222, 0 km ←                                         | 16,0 |                                                                           |
| Област София                                                               | 17,7 | Област София                                                              |
| Община Ихтиман, Софийска област                                            | 24,9 | Софийска област, Община Ихтиман                                           |
|                                                                            | 27,4 | → общински път (за с. Венковец)                                           |
| (за с. Полянци) общински път ←                                             | 30,3 |                                                                           |
| с. Живково                                                                 | 33,0 | → с. Живково, 0 km III-8223 (до 119,2 km на I-8)                          |
| (за с. Черньово) общински път, гр. Ихтиман ←                               | 37,9 | гр. Ихтиман                                                               |
| (до ГКПП Капитан Андреево - Капъкуле) I-8, 125,3 km ←                      | 39,1 | ← 125,3 km, I-8 (от ГКПП Калотина)                                        |